# 羅斯·戈爾曼
約翰·羅斯·斯邁德·戈爾曼（英語：John Ross Smeed Gorman，1890年11月18日—1953年2月27日）是一名美國爵士樂單簧管演奏家、樂團團長和多樂器演奏家。戈爾曼最為人所記得的是他與保羅·懷特曼的合作，尤其是他為《藍色狂想曲》所創作的著名單簧管滑音，他也曾在該曲中演奏雙簧管、低音單簧管和薩克斯風。。據懷特曼的小提琴手庫特·迪特爾利（Kurt Dieterlie）表示，戈爾曼以能夠「用樂器發出令人難以置信的奇怪聲音」而知名。

## 職業生涯
除了與懷特曼合作之外，他還擁有自己的樂團，以不同的名字演出，例如 「The Virginians」、「Ross Gorman and his Orchestra」、「Ross Gorman and his Fire-Eaters」和「Gorman's Novelty Syncopators」。為了錄音的目的，這個樂團包括了幾位懷特曼的常客，例如雷德·尼可斯、米夫·莫爾和 吉米·多爾西；他們也與艾迪·朗一起錄音。他是20年代多首流行歌曲的作曲家，包括〈Some Lonesome Night〉和〈Rose of the Rio Grande〉（後來由艾靈頓公爵錄製）。
他的滑音並不是唯一的創新；爵士樂作家斯圖爾特·尼科爾森認為，戈爾曼在歌曲〈Rhythm of the Day〉中對全音音階的實驗「比弗萊徹·亨德森的〈Queer Notions〉早了約八年。」